# Helmondia '55 in het seizoen 1963/64
Het seizoen 1963/1964 was het negende jaar in het bestaan van de Helmondse betaaldvoetbalclub Helmondia '55. De club kwam uit in de Tweede divisie B en eindigde daarin op de zevende plaats. Tevens deed de club mee aan het toernooi om de KNVB beker, hierin werd de club in de tweede ronde uitgeschakeld door Fortuna Vlaardingen (1–3).

## Wedstrijdstatistieken

### Tweede divisie B
|       | AGOVV | Baronie | D.F.C. | De Graafschap | Hermes DVS | Limburgia | LONGA | N.E.C. | NOAD  | Roda JC | SVV   | Vitesse | Wageningen | Wilhelmina | Xerxes |
| ----- | ----- | ------- | ------ | ------------- | ---------- | --------- | ----- | ------ | ----- | ------- | ----- | ------- | ---------- | ---------- | ------ |
| Thuis | 7 – 2 | 2 – 1   | 4 – 2  | 1 – 4         | 0 – 2      | 0 – 2     | 3 – 0 | 1 – 1  | 1 – 2 | 1 – 2   | 4 – 0 | 0 – 1   | 4 – 2      | 3 – 1      | 1 – 0  |
| Uit   | 4 – 3 | 3 – 1   | 0 – 0  | 2 – 0         | 0 – 1      | 2 – 3     | 1 – 4 | 2 – 2  | 0 – 3 | 1 – 1   | 5 – 1 | 0 – 0   | 1 – 1      | 3 – 1      | 3 – 3  |

### KNVB beker
| 1e ronde                                   | Helmondia '55                        | 2 – 0 (0 – 0) | GVAV                                    |
| 29 september 1963 Plaats: Helmond De Braak | Frans Overzier 65' (pen.) Cor Clynck |               |                                         |
| 2e ronde                                   | Helmondia '55                        | 1 – 3 (1 – 1) | Fortuna Vlaardingen                     |
| 17 november 1963 Plaats: Helmond De Braak  | Leo van der Linden 15'               |               | 2', –' Kees Blankenstein 78' Cees Groot |

## Statistieken Helmondia '55 1963/1964

### Eindstand Helmondia '55 in de Nederlandse Tweede divisie B 1963 / 1964
| Stand | Gespeeld | Gewonnen | Gelijk | Verloren | Punten | Doelpunten voor | Doelpunten tegen |
| ----- | -------- | -------- | ------ | -------- | ------ | --------------- | ---------------- |
| 7e    | 30       | 12       | 7      | 11       | 31     | 56              | 49               |

### Topscorers
| #      | Naam                  | Goal |
| ------ | --------------------- | ---- |
| 1.     | Theo Spierings        | 14   |
| 2.     | Gerard van de Kerkhof | 12   |
| 3.     | Cor Clynck            | 10   |
| 4.     | Leo van der Linden    | 8    |
| 5.     | Willie Heesakkers     | 3    |
| 5.     | Lambert Kreekels      | 3    |
| 7.     | Jack van der Schoot   | 2    |
| 7.     | George Voorjans       | 2    |
| 9.     | Len van den Boogaard  | 1    |
| 9.     | Jan van Boxtel        | 1    |
| Totaal | Totaal                | 56   |

| #      | Naam               | Goal |
| ------ | ------------------ | ---- |
| 1.     | Cor Clynck         | 1    |
| 1.     | Leo van der Linden | 1    |
| 1.     | Frans Overzier     | 1    |
| Totaal | Totaal             | 3    |